# Церква святого Володимира Великого (Деражня)
Церква святого Володимира Великого в Деражні — парафія і храм греко-католицької громади Хмельницького деканату Кам'янець-Подільської єпархії Української греко-католицької церкви в місті Деражня Хмельницької области.

## Історія церкви
Греко-католицьку громаду в Деражні було засновано 28 березня 2005 року. Спочатку богослужіння проводили в приватній квартирі Олександри Романів, яка через це зазнавала тиску. Згодом, у Страсну П'ятницю 2005 року, вірні орендували приміщення старого магазину, де облаштували тимчасову каплицю, яка діяла до квітня 2007 року.
Завдяки сприянню міського голови Володимира Киричка та голови районної ради Богдана Петришина, у липні 2006 року парафія отримала земельну ділянку для будівництва храму святого Володимира Великого. 30 липня 2006 року владика Василій Семенюк освятив наріжний камінь. Церкву будували за пожертви парафій Тернопільсько-Зборівської єпархії.
Будівничими храму були:
- місцева бригада Анатолія Чорномазюка;
- бригада покрівельників з Бучача під керівництвом Ігоря Сідляка;
- спеціалісти з освітлення Олександр Питух та Богдан Пізюта;
- бригада штукатурів з Бучача, яку очолював Іван Вацлавий.

7 квітня 2007 року церкву освятили. У 2009 році було огороджено церковну територію та збудовано браму з дзвіницею.
У 2010 році завдяки благодійним пожертвам заробітчан біля церкви встановили фігуру Пресвятої Богородиці. При парафії діють такі спільноти:
- Спільнота «Матері в молитві».
- Марійська дружина.

## Парохи
- о. Анатолій Венгер (з 2005).